# Нацагин Багабанди
Нацагин Багабанди (монг. Нацагийн Багабанди; Јару, 22. мај 1950) монголски је политичар и председник Монголије од 1997. до 2005. године.

## Биографија
Рођен је у провинцији Завхан, Монголија. Школовао се на Лењинградском и Одеском техничком институту. Члан Монголске народне револуционарне партије (МНРП) постао је 1979. године. Током 1980-их вршио је више партијских функција унутар МНРП.
Кратко је време (фебруар – јун 1997) био генерални секретар Централног комитета МНРП.
Од 1992. до 1996. је био гласноговорник Великог хурала, а 1997. је победио на председничким изборима. Други мандат је освојио 2001. године. На председничким изборима 2005. победио га је Намбарин Енхбајар, који је освојио 53,4% гласова.
Багабанди је напустио кабинет у јуну 2005. после чега је директор фирме „Оју Толгој ЛЦЦ“.